# Petřejov

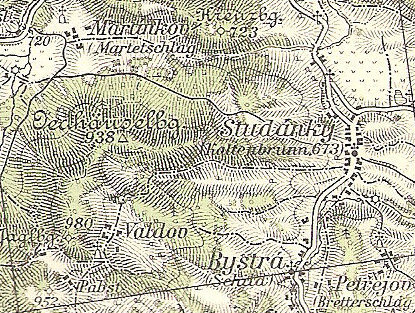
Petřejov na historické mapě (1929)

Petřejov (německy Bretterschlag) je zaniklá osada jihovýchodně od Studánek u Vyššího Brodu v okrese Český Krumlov.

## Název
Název vesnice je odvozen ze jména Petřej ve významu Petřejův dvůr a původní německý tvar Petrenslag má podobný význam: Petranova paseka. První člen německého tvaru byl později zaměněn za slovo Brett (prkno) ve významu prkenná paseka. V historických pramenech se název objevuje ve tvarech: Petranslag (1379), Pretreiowiensis (1379), Preterslag (1383), Brettreinslog (1459), Pretrenslag (1500), Pretrasslag (1530), Pretrschlag (1654), Bretterschlag (1720) nebo Bretterschlag a Bretretschlag (1879, 1841)

## Historie
První písemná zmínka o osadě pochází z roku 1379. V letech 1869–1950 byla vesnice při sčítání lidu osadou obce Studánky. V pozdějších letech osada zanikla.

## Přírodní poměry
Osada stávala v Šumavském podhůří na severovýchodním úbočí vrchu s nadmořskou výškou 784 metrů. Vesnicí vedla cesta ze Studánek do Radvanova. Pozůstatky osady se nachází v katastrálním území Studánky u Vyššího Brodu o rozloze 15,56 km².

## Obyvatelstvo
|           | 1869 | 1880 | 1890 | 1900 | 1910 | 1921 | 1930 | 1950 |
| --------- | ---- | ---- | ---- | ---- | ---- | ---- | ---- | ---- |
| Obyvatelé | 56   | 72   | 47   | 64   | 59   | 66   | 72   | 7    |
| Domy      | 10   | 11   | 11   | 10   | 10   | 10   | 10   | 10   |